# رشته‌کوه حجر
کوه حَجَر (به عربی: جبال الحجر) رشته کوهی بطول تقریبی ۳۱۰ کیلومتر و ارتفاع حدودی ۲٬۵۰۰ متر از سطح دریا است که در کشور عمان قرار دارد. این رشته‌کوه از رأس مسندم شروع می‌شود و در ادامه از امارت رأس‌الخیمه، فجیره و سلطنت عمان می‌گذرد و در نقطه‌ای به نام «الصعیر» به رشته کوه جیما می‌پیوندد. این رشته کوه یکی از نقاط دیدنی سلطنت عمان به‌شمار می‌آید.

## جغرافیا

### رشته‌کوه حجر مرکزی
بخش مرکزی رشته کوه حجر مرتفع‌ترین و وحشی‌ترین بخش این کشور است. جبل شمس بلندترین نقطه این رشته‌کوه است، و پس از آن جبل اخدار در جایگاه دوم قرار دارد. رشته‌کوه دوم و کوچکتر یعنی جبل نخل از شرق به دره سمائل (که از شمال شرق به مسقط منتهی می‌شود) محصور شده‌است.

### رشته کوه حجر شرقی
رشته کوه حجر شرقی در شرق دره سمائل قرار گرفته‌است (عربی: ٱلْحَجَر ٱلشَّرْقِی، لاتینی: Al-Ḥajar Ash-Sharqī)، که از شرق (بسیار نزدیکتر به ساحل) تا شهر ماهیگیری سور، که تقریباً در شرقی‌ترین نقطه عمان قرار دارد کشیده شده‌است.

### رشته کوه حجر غربی
خارج از ٱلْهُوْتَه در نزدیکی شهر نِزْوَی‎، عمان
کوه‌های غرب دره سمائل، به ویژه کوه‌های واقع در شبه‌جزیره مسندم و امارات متحده عربی به کوه‌های حجر غربی و همین‌طور «عمان الوسطی» مشهورند. از آنجا که جبل اخدار و کوه‌های مجاور آن در غرب این دره قرار دارند، ممکن است به عنوان بخشی از حجر غربی تلقی شوند.